# Ecovila

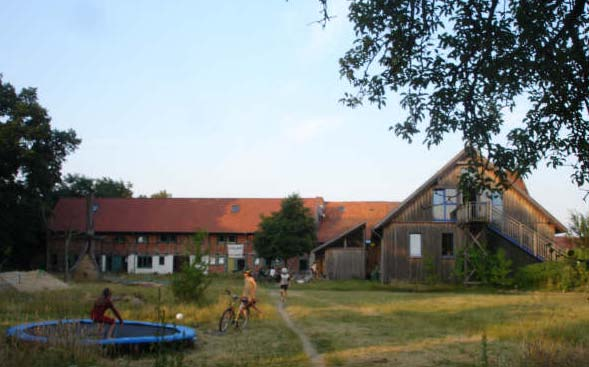
Ecovila de Sieben Linden, a Alemanya

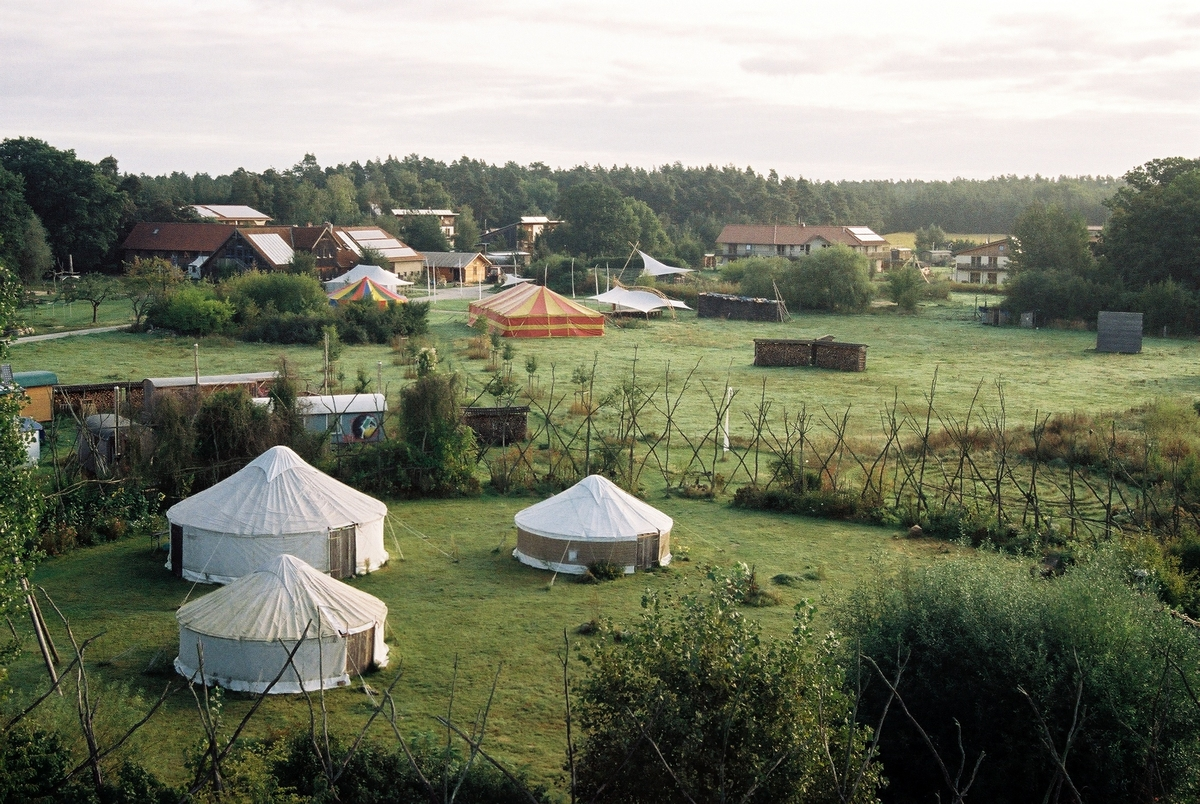
Sieben Linden

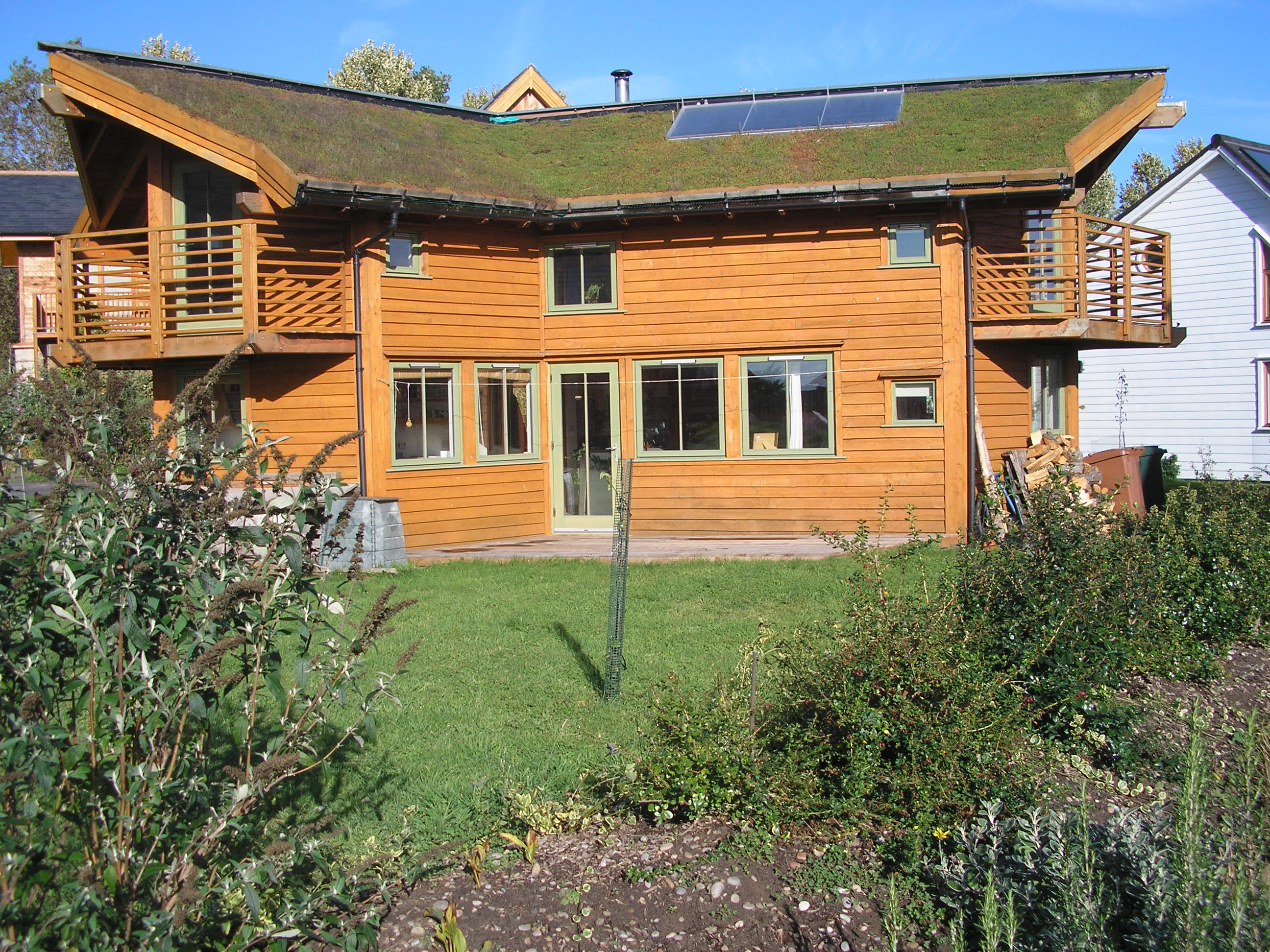
Un edifici bioclimàtic a Findhorn Ecovillage amb sostre de gespa i plaques solars

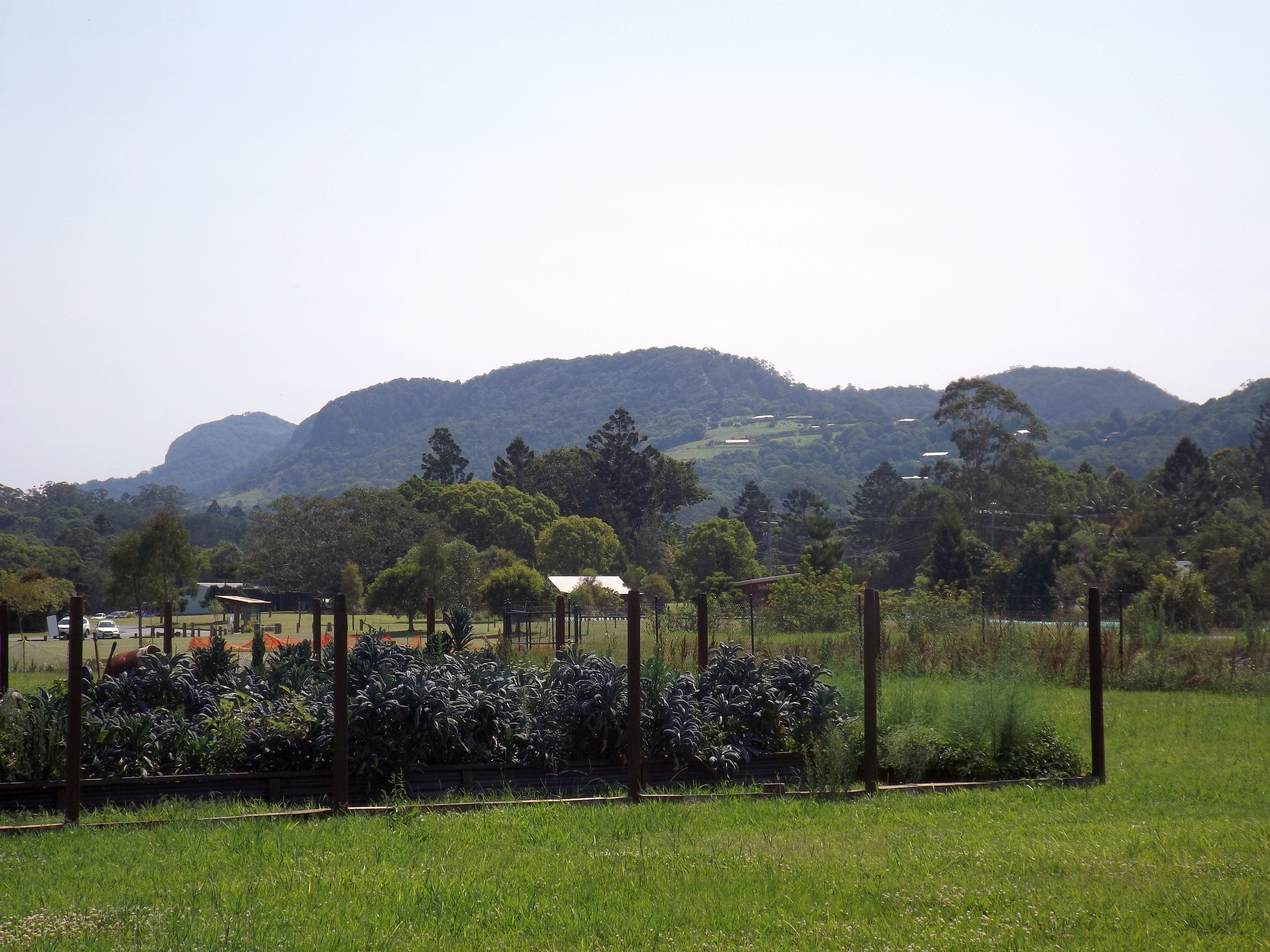
Tallebudgera Mountain i jardí vegetal a Currumbin Ecovillage de Queensland, 2015

Una ecovila és una població formada per grups de persones que opten per viure en comunitat d'una forma diferent; les ecoviles són models (alguns patrocinats per organismes com la UNESCO) que volen demostrar que és possible una altra manera de viure fora de les xarxes del gran consum i el malbaratament, amb uns principis d'ecologia i respecte pel medi ambient.
Com a exemple, el govern del Senegal ha adoptat aquest model de desenvolupament rural i ha rebut un fons especial de les Nacions Unides. Es tracta de projectes viables repartits per Europa, Àfrica, Oceania i Amèrica.
Les bases de les ecoviles són la sostenibilitat i el desenvolupament humà, encara que existeixen multitud de matisos que les diferencien: algunes plantegen la propietat privada i unes altres l'ocupació de pobles abandonats; en alguns casos són confessionals, adscrites a alguna religió, i en uns altres deixen lliure elecció als seus habitants; solen ser d'àmbit rural però també existeixen exemples de d'ecoviles urbanes.

## Història
L'actual desig de comunitat es caracteritza sobretot pel moviment comunal dels anys 1960 i 1970, que esdevingué més centrat i organitzat en els moviments alternatius a la comunitat cohabitatge i afins de la dècada de 1980. Després, en 1991, Robert Gilman i Diane Gilman van fer un estudi germinal anomenar "Ecovillages and Sustainable Communities" de Gaia Trust, en què reuniren els temes ecològics i comunitaris.
El moviment d'ecoviles va començar a créixer en la conferència anual de tardor de Findhorn, a Escòcia, en 1995. la conferència fou anomenada: "Ecovillages and Sustainable Communities", i els organitzadors de la conferència van donar torn a centenars de sol·licitants. D'acord amb Ross Jackson, "d'alguna manera s'havia tocat una fibra que va ressonar al llarg i ample. La paraula 'ecovila' ... per tant es va convertir en part del llenguatge dels creatius culturals." Després de la conferència, moltes comunitats intencionals, inclosa Findhorn, van començar a anomenar-se "ecoviles", donant llum a un nou moviment. La Global Ecovillage Network, formada per un grup d'aproximadament 25 persones de diversos països que van assistir a la conferència de Findhorn, va cristal·litzar l'esdeveniment mitjançant la vinculació de centenars de petits projectes d'arreu del món, que tenien objectius similars però que havien funcionat anteriorment sense el coneixement els uns dels altres. Gaia Trust, Dinamarca, va accedir a finançar la xarxa durant els seus primers cinc anys. Avui hi ha ecoviles autoidentificades en més de 70 països en sis continents.
Des de la conferència de 1995, un nombre dels primers membres de la Global Ecovillage Network han intentat altres enfocaments per a la creació d'ecoviles en un intent de construir assentaments que serien atractius al corrent cultural per tal de fer sostenible un desenvolupament més generalment acceptat. Una d'elles amb cert grau d'èxit és Living Villages i The Wintles on les eco-cases estan disposades de manera que la connectivitat social es maximitza i els residents han compartit el cultiu d'aliments àrees, els boscos i la cria d'animals per a una major sostenibilitat.

## Aspectes ecològics
- Els aliments consumits són produïts ecològicament, preferentment en la pròpia comunitat, o en la zona o regió en on es troba l'ecovila.
- La construcció es fa utilitzant tècniques i materials de construcció locals, naturals i no tòxics.
- Totes les activitats productives (artesanals, industrials) tenen en compte els cicles vitals dels productes utilitzats, perquè en cap moment d'aquest cicle puguin resultar nocius per a l'entorn o per a la salut.
- Els objectes produïts han de ser de llarga duració, fàcils de reparar i aptes per a ser reciclats.
- L'aigua i l'energia es consumeixen amb moderació, depurant amb mitjans naturals les aigües residuals i utilitzant fonts d'energia renovables.
- El transport motoritzat es tracta de reduir al mínim.

## Aspectes socioeconòmics
- Les diverses activitats econòmiques que es porten a terme a l'ecovila han d'assegurar l'estabilitat econòmica de tots els seus membres.
- El treball s'ha d'organitzar horitzontalment, afavorint la participació de totes les persones involucrades en la presa de decisions.
- El consum ha de ser preferentment local, invertint en productes de la pròpia comunitat o del seu entorn immediat.
- La salut i l'educació han de ser assumides, en la mesura del possible, per la comunitat.
- Tothom ha de tenir accés a una informació veraç sobre assumptes de la seva incumbència.
- Tothom ha d'estar en igualtat de condicions per a participar en la presa de decisions sobre assumptes de la comunitat.[5]
- Totes les decisions s'han de prendre democràticament, a poder ser amb la participació de tots, evitant en la mesura del possible la delegació de poder.[6]

## Aspectes culturals
- L'ecovila ha de ser un lloc en el qual s'afavoreixi la creativitat i l'expressió de la singularitat de tot ser humà.
- Un lloc en el qual es portin a terme tota mena de trobades, ritus o celebracions que contribueixin a mantenir la cohesió del grup.[7]
- Un lloc en el qual es desenvolupen i apliquen tècniques per a la resolució de conflictes.
- Les ecoviles acostumen a realitzar activitats cap a l'exterior, amb la finalitat d'anar promovent a poc a poc la nova forma de vida que representa.

La Universitat d'Airlangga va afirmar que Ecovillage és una comunitat que intenta viure de manera sostenible prestant atenció als aspectes ambientals, socials i econòmics. Els aspectes culturals de les ecoviles inclouen els valors de diversitat, justícia, participació i implicació comunitària. A les ecoviles, es promou una cultura sostenible mitjançant pràctiques com l'agricultura ecològica, l'ús d'energies renovables, el desenvolupament respectuós amb el medi ambient, així com enfocaments col·laboratius per a la presa de decisions i el desenvolupament comunitari.